# 瓦西里娜·汉多什卡
瓦西里娜·瓦西里耶芙娜·汉多什卡（2001年8月16日—），白俄罗斯女子花样游泳运动员，2020年欧洲游泳锦标赛女子单人技术自选铜牌得主、2024年世界游泳锦标赛女子单人自由自选铜牌得主。